# Dubbelvågig lavmätare
Dubbelvågig lavmätare, Ectropis crepuscularia, är en fjärilsart som beskrevs av Michael Denis och Ignaz Schiffermüller, 1775. Dubbelvågig lavmätare ingår i släktet Ectropis och familjen mätare, Geometridae. Arten är reproducerande i Sverige. Fem underarter finns listade i Catalogue of Life, Ectropis crepuscularia albolimbata Alberti, 1954, Ectropis crepuscularia bergmanaria Bryk, 1948 Ectropis crepuscularia laricaria Doubleday, 1847, Ectropis crepuscularia lutamentaria Graeser, 1888 och Ectropis crepuscularia pallidaria Krulikovsky, 1910.

## Bildgalleri

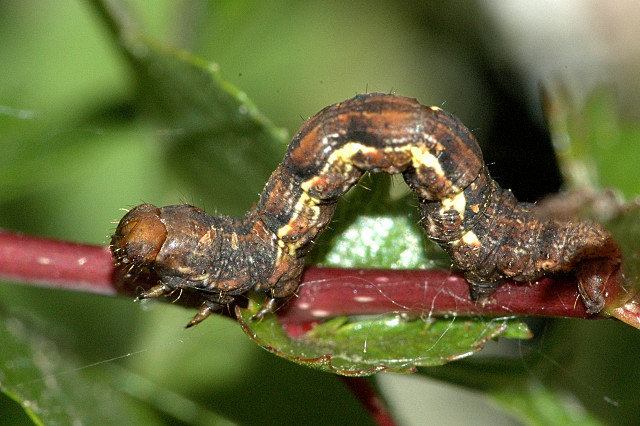
Fjärilens larv
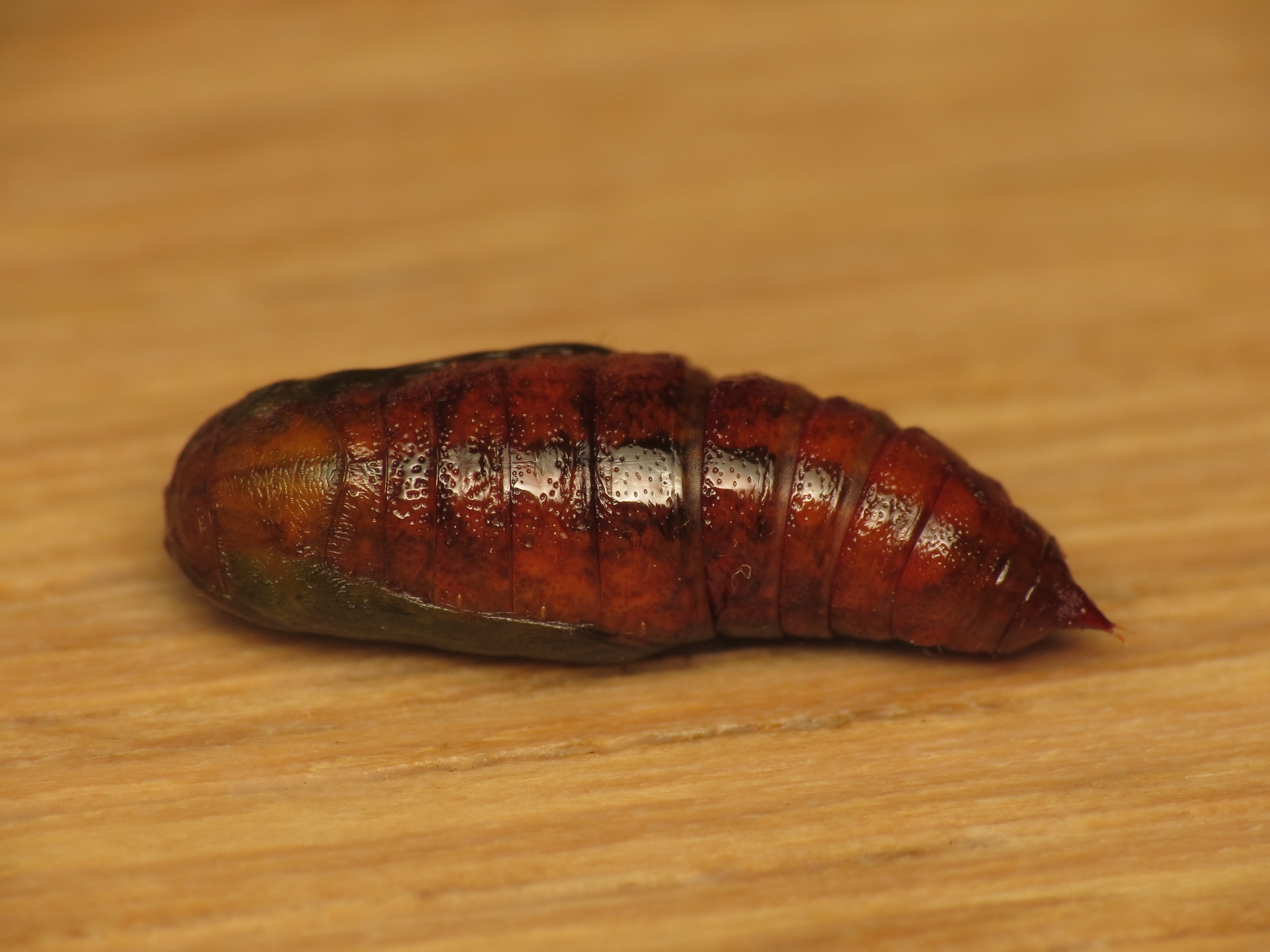
Fjärilens puppa
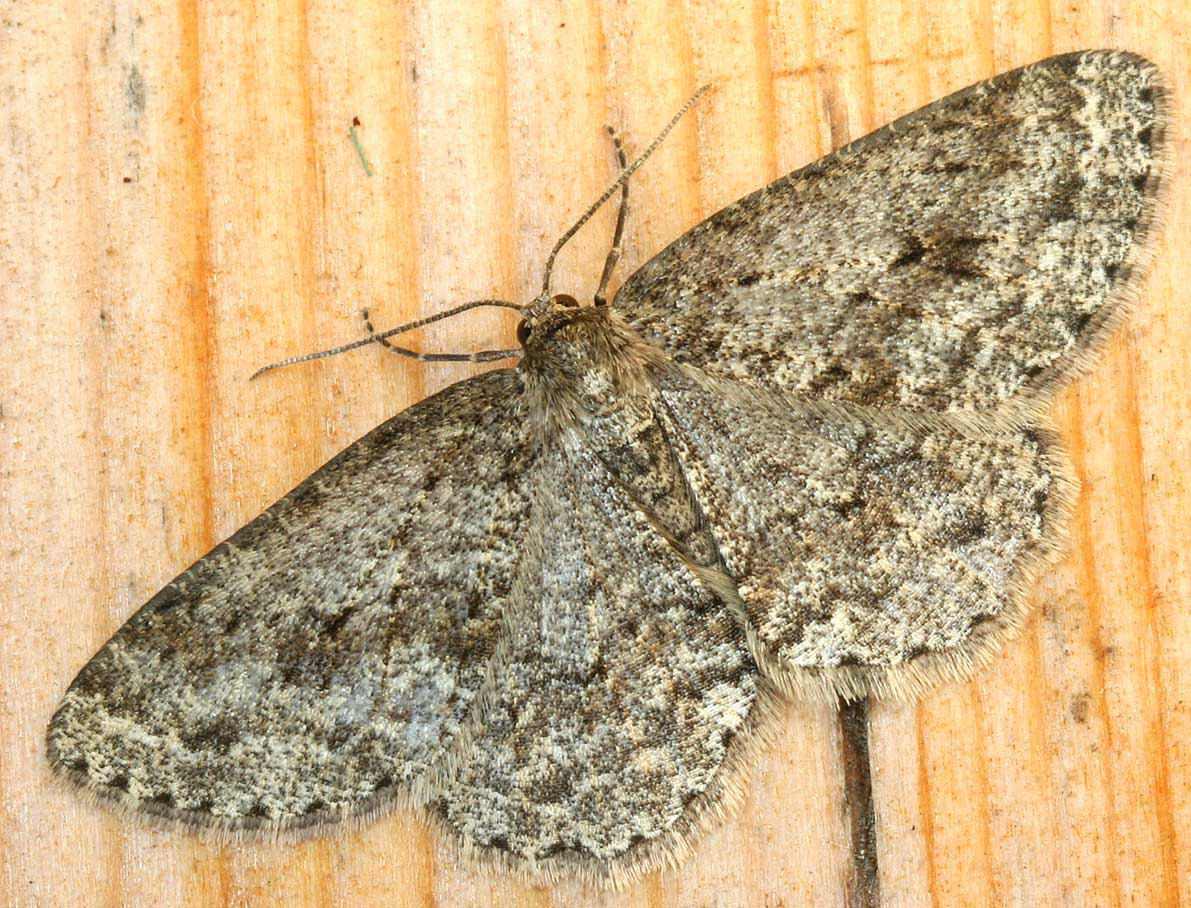
Imago fjäril